# إيدو بينيهرو
إيدو بينيهرو (8 نوفمبر 1997 بساو جواو دا ماديرا في البرتغال - ) هو لاعب كرة قدم برتغالي في مركز الوسط.

## روابط خارجية
- إيدو بينيهرو على موقع قاعدة بيانات كرة القدم.إي يو (الإنجليزية)
- إيدو بينيهرو على موقع Soccerway.com (الإنجليزية)
- إيدو بينيهرو على موقع AS.com (الإسبانية)